# Тулиголово (Львовская область)
Тулиголово (укр. Тулиголове) — село в Комарновской городской общине Львовского района Львовской области Украины.
Население составляет 600 человек. Занимает площадь 2,85 км². Почтовый индекс — 81572. Телефонный код — 3231.

## Достопримечательности
- Костёл Св. Дороты (1600 г.) (ныне Покровская церковь). Памятник архитектуры национального значения.
- Часовня-усыпальница семьи Балов на старом кладбище.
- Дворец, проект которого осуществили в конце ХІХ ст. известные архитекторы, авторы Венской обсерватории, Черновицкого и Одесского оперных театров, здания Львовской гостиницы «Жорж» и Львовского дворянского казино Фердинанд Фельнер и Герман Гельмер (ныне здесь размещается туберкулёзный диспансер).

## Известные уроженцы
- Юлиан Фалат (1853—1929) — выдающийся польский художник-акварелист.